# 许梦侠
许梦侠（1919年—2004年），男，山东冠县人，中华人民共和国政治人物，曾任成都市革命委员会主任，中共四川省纪委书记，中共四川省顾问委员会主任。